# Hybosida dauban
Espèce
Statut de conservation UICN

 CR B1ab(iii)+2ab(iii) : 
En danger critique
Hybosida dauban est une espèce d'araignées aranéomorphes de la famille des Palpimanidae.

## Distribution
Cette espèce est endémique des Seychelles. Elle se rencontre sur Silhouette.

## Étymologie
Son nom d'espèce lui a été donné en référence au lieu de sa découverte, le mont Dauban.

## Publication originale
- Platnick, 1979 : Contributions à l'étude de la faune terrestre des îles granitiques de l'archipel des Séchelles (Mission P.L.G. Benoit - J.J. Van Mol 1972). Araneae: Palpimanidae. Revue Zoologique Africaine, vol. 93, p. 461-466.